# Torre Bassa

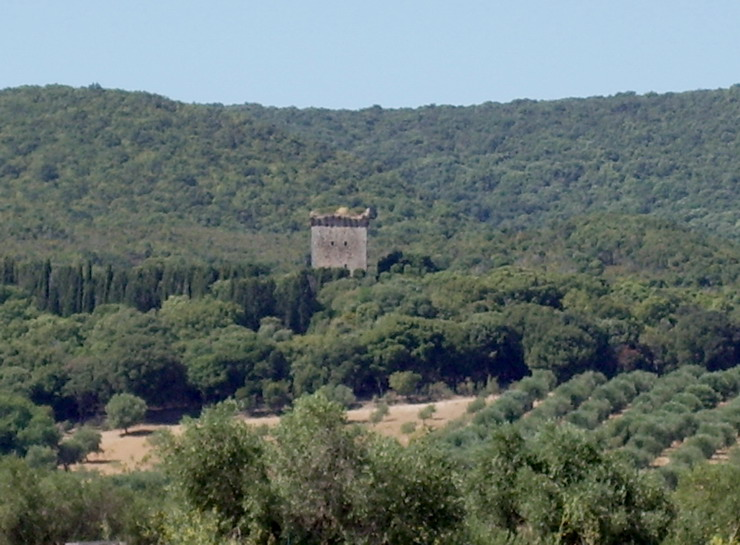
La Torre Bassa

La Torre Bassa è una torre situata nel comune di Magliano in Toscana. La sua ubicazione è all'interno del Parco naturale della Maremma, su una delle propaggini orientali dei Monti dell'Uccellina che guarda verso l'entroterra, nell'area occidentale del territorio comunale.

## Storia
L'intero territorio, comprendente anche la Tenuta di Collecchio e la Torre della Bella Marsilia, era controllato in epoca medievale agli Aldobrandeschi; la Torre Bassa fu costruita nel corso del XII secolo e venne inglobata nel territorio della Contea di Santa Fiora al momento della spartizione del territorio avvenuta nel tardo Duecento.
All'inizio del Trecento la zona entrò a far parte del territorio della Repubblica di Siena e la torre divenne di proprietà della famiglia senese dei Marsili, che acquisì i diritti di possesso anche sulla torre e sulla vicina tenuta.
Da allora, i Marsili furono i proprietari di questi possedimenti per un lunghissimo periodo, anche dopo la definitiva caduta dello Stato senese e l'inglobamento della zona nel territorio amministrato dal Granducato di Toscana nei pressi del confine con lo Stato dei Presidi, lungo periodo storico compreso tra la metà del Cinquecento e gli inizi dell'Ottocento. I loro eredi ne sono tuttora proprietari.
Soltanto agli inizi del Novecento i beni di proprietà della famiglia senese passarono per eredità alla famiglia pistoiese dei Vivarelli Colonna. Dal 2000 di proprietà della Tenuta agricola dell'Uccellina.
La vera storia: il 13 luglio 1345 gli Aldobrandeschi Conti di Santa Fiora cedono il castello del Collecchio ai Marsili di Siena, viene scritto che lo tennero per molti secoli, aggiungerei che lo hanno tuttora, in quanto gli attuali proprietari i Vivarelli Colonna, sono discendenti dell’ultima Marsili: Donna Giulia Marsili Libelli, sposa di Antonio Vivarelli Colonna (1881), genitori di Francesco.
Antonio Vivarelli Colonna sposò a Firenze il 18/9/1881 Giulia Marsili Libelli, da questo matrimonio nacque Francesco (1884/1963).
La famiglia ha legato il suo nome a quello dei Libelli a seguito del matrimonio di Francesco Marsili con Aloisa Libelli, avvenuto nel 1656, e all'estinzione di questa famiglia.
Giulia Marsili Libelli e suo fratello Giulio, morto nel 1908 senza eredi, erano i proprietari della tenuta del Collecchio, antico castello aldobrandesco acquistato dai Marsili il 13 luglio 1345 direttamente dai Conti Aldobrandeschi di Santa Fiora.
Dal lontano 1345 la proprietà di questo bene non è cambiata, in quanto gli attuali proprietari, i Vivarelli Colonna, sono gli eredi di Antonio e Giulia quindi gli eredi diretti dei Marsili. Questo fa dei Vivarelli Colonna i più antichi proprietari immobiliari del Comune di Magliano, fatta eccezione per i beni della Chiesa.

## Descrizione
La Torre Bassa si trova in un'area ricoperta dalla macchia mediterranea dove sono visibili i resti di altri edifici, che probabilmente costituivano nei secoli passati il Castello di Collecchio oramai scomparso; dell'antico castello sono visibili i basamenti delle cortine murarie disposte su quattro lati e le basi delle torri angolari. La Torre Bassa era quasi certamente parte integrante dell'antico castello.
La fortificazione si presenta a sezione quadrangolare, con base a scarpa e pareti rivestite in pietra munite di alcune feritoie; la parte alta comprende i resti del coronamento, di cui rimangono una serie di caditoie in mattoni, sulle quali trovavano appoggio i muri che delimitavano la terrazza sommitale.
La porta di accesso ad arco ribassato si apre sulla parete occidentale, ove era raggiungibile unicamente attraverso una caratteristica rampa di scale esterna con ponte levatoio, ulteriormente protetta da una caditoia della quale rimangono alcuni resti nella parte sommitale della stessa parete.